# I sonnambuli (Koestler)
I sonnambuli è un saggio di storia della scienza scritto da Arthur Koestler nel 1959.

## Contenuto
Il libro tratta, come recita il sottotitolo, della storia delle concezioni dell'Universo partendo dagli Egizi e dai Babilonesi, per giungere sino a Galileo, Copernico, Keplero e Isaac Newton. 
Un tema ricorrente di questo libro è, usando una terminologia oggi in uso, il cambiamento dei paradigmi scientifici nel corso della storia della scienza. Le persone comuni, secondo Koestler, compresi gli scienziati, di solito si tengono ancorate alle credenze tradizionali in modo acritico, al punto di rifiutarsi di vedere ciò che c'è di errato nelle loro idee. Questo aspetto, verrà poi sviluppato nel 1962 da Thomas Kuhn in La struttura delle rivoluzioni scientifiche.
Secondo Koestler i grandi sistemi cosmologici, hanno sempre rispecchiato i pregiudizi metafisici e psicologici dei loro autori e sarebbe errato pensare all’evoluzione del progresso scientifico come se si muovesse in modo puramente razionale e lineare in una direzione ascendente. In realtà, afferma, l'andamento è stato molto più irregolare e incerto, al punto che la storia delle concezioni cosmologiche è stata, "senza esagerazione... una storia di ossessioni collettive e di schizofrenie controllate". Da qui si capisce il titolo: i grandi scienziati si muovevano come dei "sonnambuli" piuttosto che come delle "macchine pensanti".
Senza negare la grandezza di Galileo Galilei e degli altri scienziati moderni, Koestler ne mette a nudo gli errori e talvolta la disonestà intellettuale, sostenendo che i "giganti intellettuali" della rivoluzione scientifica si sono rivelati spesso dei "nani dal punto di vista morale".
Nell'epilogo, Koestler sostiene che il "divorzio" tra scienza e religione ha sicuramente giovato allo sviluppo scientifico e tecnologico, consentendo all'umanità di godere di una prosperità mai vista prima. Ciò, però, ha creato anche una nuova "ottusità", una sorta di nuova scolastica, che ha isterilito il pensiero. La visione del mondo materialista di molti scienziati non solo ha privato l'uomo di un senso della vita, ma è entrata in contrasto con gli stessi sviluppi della fisica più avanzata. Il meccanicismo è ormai stato accantonato dalla meccanica quantistica  e dalla teoria della relatività, nelle quali il ruolo dell’osservatore, e quindi dello "spirito umano", è decisivo per stabilire quale sia la "realtà". Per questo Koestler contesta apertamente il rifiuto contemporaneo di possibili "interazioni non causali" e di fenomeni come la telepatia e le percezioni extrasensoriali, su cui ritornerà in alcune sue opere successive.

## Edizioni
- (EN) The Sleepwalkers: A History of Man's Changing Vision of the Universe, introduzione di Herbert Butterfield, Londra, Hutchinson, 1959, OCLC 943122634.
- I sonnambuli. Storia delle concezioni dell'universo, traduzione di Massimo Giacometti, Milano, Jaca Book, 2021, ISBN 978-8816416987, OCLC 1371306120.